# Kenelm Edgcumbe, 6. Earl of Mount Edgcumbe
Kenelm William Edward Edgcumbe, 6. Earl of Mount Edgcumbe (* 9. Oktober 1873 in Wien; † 3. Februar oder 10. Februar 1965 in Mount Edgcumbe House) war ein britischer Adliger, Unternehmer und Politiker.

## Herkunft und Ausbildung
Kenelm Edgcumbe entstammte einer Seitenlinie der britischen Familie Edgcumbe. Er war der einzige Sohn von Richard Edgcumbe und von dessen ersten Frau Mary Monck. Nach dem Besuch der Harrow School studierte er Elektrotechnik an der Universität Dresden und am University College London in London. Nach seinem Studium machte er eine Ausbildung bei der Firma Crompton and Co in Chelmsford.

## Tätigkeit als Ingenieur und Unternehmer
Ab 1897 war Edgcumbe Mitarbeiter am Northampton Polytechnic Institute in London. 1900 stieg er als Gesellschafter in die 1884 von Edgar Isaac Everett gegründete Firma Everett and Co ein, die dann als Everett, Edgcumbe and Co firmierte und ihren Sitz in Hendon bei London hatte. Edgcumbe und sein Mitgesellschafter waren Pioniere der noch jungen Elektrotechnik. Ihre Firma stellte unter anderem elektrische Messgeräte und Bauteile für Lichtmaschinen her. Aufgrund seiner Innovationen und Veröffentlichungen galt Edgcumbe international als angesehener Fachmann. Er war Fellow des University College London, Mitglied des American Institute of Electrical Engineers und der Institution of Civil Engineers, ehrenhalber Sekretär der International Electrotechnical Commission, Vizepräsident der International Commission on Illumination und Vizepräsident der British Electrical and Allied Manufacturers' Association. Ab 1925 war er Vizepräsident und dann von 1928 bis 1929 Präsident der Institution of Electrical Engineers. In diesem Amt setzte er sich für die Gründung einer Sektion für Messgeräte in der Gesellschaft ein. Die Firma Everett, Edgcumbe and Co wurde 1957 verkauft, existiert aber trotz mehrerer Besitzerwechsel weiterhin (Stand 2020). Muster der Produkte, die unter Edgcumbes Leitung hergestellt wurden, befinden sich im Bestand des Science Museums in London.

## Tätigkeit als Militär
Ab 1900 diente Edgcumbe als Reserveoffizier bei den London Electrical Engineers, einer Einheit der Royal Engineers, die zur Territorial Army gehörte. Während des Ersten Weltkriegs belieferte seine Firma die britische Armee, und er selbst diente als Kommandeur eines Bataillons, das Suchscheinwerfer zur Bewachung des Marinestützpunkts Dockyard Devonport bediente. Für seinen Dienst wurde er mit der Territorial Decoration ausgezeichnet. Nach dem Krieg schied er 1925 im Rang eines Oberstleutnants aus der Armee aus.

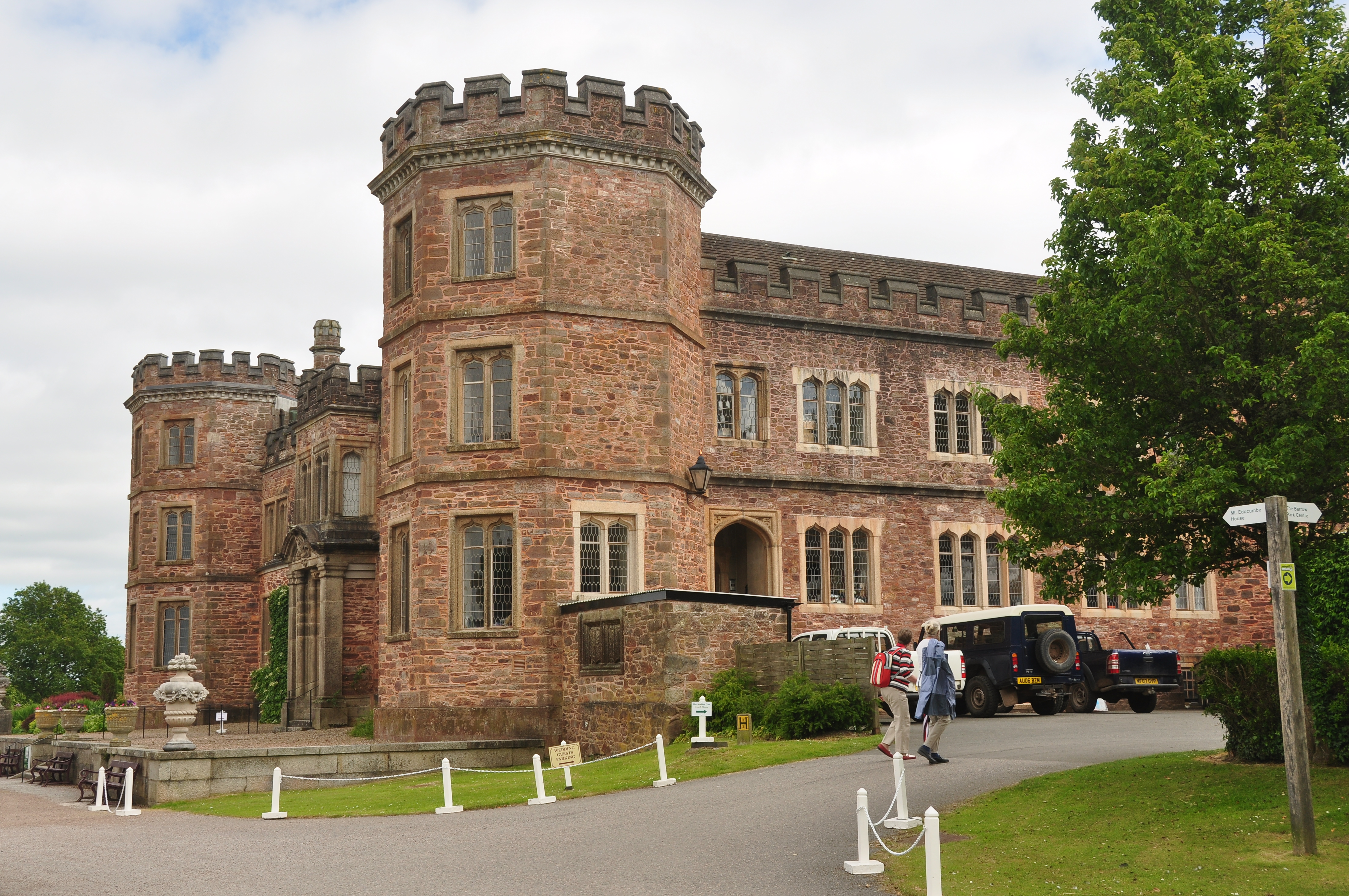
Kenelm Edgcumbe ließ das im Zweiten Weltkrieg zerstörte Mount Edgcumbe House wieder aufbauen

## Erbe des Titels Earl of Mount Edgcumbe
Als Kenelms Großcousin Piers Edgcumbe, 5. Earl of Mount Edgcumbe 1944 kinderlos gestorben war, erbte er über 70-jährig den Titel Earl of Mount Edgcumbe und die Familienbesitzungen. Damit wurde er Mitglied des House of Lords, dazu wurde er 1961 Deputy Lieutenant von Cornwall. Edgcumbe trat ein schweres Erbe an. Der Familiensitz Mount Edgcumbe House war durch einen deutschen Bombenangriff 1941 völlig zerstört worden, dennoch sollte er hohe Erbschaftssteuern zahlen. Er zog mit seiner Familie zunächst in den alten Familiensitz Cotehele. Nach längeren Verhandlungen konnte er erreichen, dass er 1947 anstelle der Zahlung von Erbschaftssteuern Cotehele an den National Trust übergeben konnte. Dies war das erste größere Anwesen, das anstelle der Zahlung von Erbschaftssteuern dem National Trust übergeben wurde. Trotz seines Alters und in dem Bewusstsein, dass seine Töchter nach seinem Tod das Anwesen nicht erben würden, entschloss sich Edgcumbe, Mount Edgcumbe House wiederaufbauen zu lassen. Der Wiederaufbau begann 1958 nach Plänen von Adrian Gilbert Scott. Zur Überwachung der Bauarbeiten bezogen Edgcumbe und seine Frau eine kleine Wohnung in den ehemaligen Stallungen des Anwesens. Er starb ein Jahr nach Vollendung des Wiederaufbaus.

## Familie und Nachkommen
Am 19. Juli 1906 hatte Edgcumbe Lillian Agnes Arkwright († 1964) geheiratet, eine Tochter von Arthur Chandos Arkwright und dessen Frau Agnes Tufnell aus Hatfield Place in Essex. Mit ihr hatte er einen Sohn und drei Töchter:
- Hilaria Agnes Edgcumbe (1908–2009)
- Katherine Lilian Edgcumbe (1910–1999)
- Margaret Louisa Edgcumbe (1912–1988)
- Piers Richard Edgcumbe (1914–1940)

Da sein einziger Sohn Piers am 27. Mai 1940 in der Schlacht von Dünkirchen gefallen war, erbte nach seinem Tod sein in Neuseeland lebender Neffe zweiten Grades Edward Edgcumbe Mount Edgcumbe House und den Titel.

## Werke
- Industrial electrical measuring instruments. Constable, London 1918.

Dazu veröffentlichte Edgcumbe mehrere Aufsätze in Fachzeitschriften und war Herausgeber mehrerer Auflagen des Whittaker's electrical engineers' pocket-book.